# Inferência material
Em lógica, a inferência refere-se ao ato e/ou processo de deduzir conclusões com base em premissas conhecidas ou supostas como verdadeiras. Para avaliar a validade formal e material de uma inferência lógica, é necessário examinar o significado do seu vocabulário lógico, assim como o de outros vocabulários, tanto lógicos quanto extralógicos.

## Exemplos
Por exemplo, a inferência de que "Sócrates é um ser humano, e cada ser humano tem de morrer, portanto, Sócrates deve morrer” é uma inferência válida formalmente; ela permanece válida se o vocabulário não-lógico “Sócrates”, “é humano”, e “deve morrer” é arbitrário, mas deve ser constantemente substituído.
Em contraste, a inferência “Montreal fica ao norte de Nova York, portanto, Nova York está ao sul de Montreal" é válida materialmente, pois sua validade depende do fato de relações extra-lógicas, ou seja, relações externas ao que foi dito, mas que permitem dizer que se “A ficar ao norte de B” é válido dizer que “B fica ao sul de A”.

## Inferências materiais vs. enthymemes
Lógica clássica e formal considera "norte/sul” inferência como um enthymeme, isto é, como uma inferência incompleta; ela pode ser feita formalmente válida complementando o tacitamente usado explicitamente em uma relação: “Montreal fica ao norte de Nova York, e sempre que um local de x está ao norte de uma localização de y, então y é a sul de, x; por conseguinte, Nova York está ao sul de Montreal”.
Em contraste, a noção de um inferência material tem sido desenvolvida por Wilfrid Sellars, a fim de enfatizar seu ponto de vista que tais suplementos não são necessários para obter um bom argumento.

## Brandom na inferência material

### Inferência não-monotônica
Robert Brandom adotada a visão de Sellars, argumentando que diariamente (práticos) de raciocínio são geralmente não-monotônicos, isto é, premissas adicionais podem transformar, praticamente, inferências válidas em inválidas, por exemplo,
1. "Se eu esfregar este fósforo ao longo da superfície áspera, ele irá acender.” (p→q)
2. "Se p, mas o fósforo está em um forte campo eletromagnético, então ele não vai acender.” (p∧r→q)
3. "Se o p e r, mas o fósforo está em uma gaiola de Faraday, ele irá acender." (p∧r∧s→q)
4. "Se p e r e s, mas não há oxigênio na sala, então o fósforo não vai pegar fogo." (p∧r∧s∧t→q)

Portanto, inferências praticamente válidas são diferentes das inferências formalmente válidas (sendo monotônicas — o argumento acima que Sócrates deve, eventualmente, morrer não pode ser desafiado por quaisquer informações adicionais), e devem ser melhor modeladas por inferência materialmente válidas. Enquanto um lógico clássico pode adicionar uma cláusula de ceteris paribus, para 1. para torná-lo utilizável em inferências formalmente válidas:
1. “Se eu esfregar este fósforo ao longo da superfície áspera, então, ceteris paribus, ele vai inflamar.”

No entanto, há dúvidas de Brandom de que o significado de uma tal cláusula pode ser feita explícita, e prefere considerá-lo como uma dica para não-monotonia, ao invés de incluir um remédio milagroso para estabelecer a monotonia.
Além disso, o exemplo do “fósforo” mostra que uma inferência típica do dia-a-dia dificilmente pode ser sempre feita formalmente concluída. De forma semelhante, o dialogo de Lewis Carroll, "o Que a Tartaruga Disse para Aquiles” demonstra que a tentativa de fazer com que cada inferência se torne totalmente completa pode levar a uma regressão infinita.